# Військова прокуратура України
Військова прокуратура України — структурний підрозділ Генеральної прокуратури України, очолюваний Заступником Генерального прокурора України — Головним військовим прокурором. Здійснювала нагляд за виконанням законів у Збройних Силах України, Державній прикордонній службі України, Національній гвардії України, Військовій службі правопорядку ЗСУ, СБУ та інших військових формуваннях у 1991-2012 та 2014-2020 рр.

## Історія інституту військової прокуратури в незалежній Україні
Перші ознаки відділення органів прокуратури (зокрема військової прокуратури) України від союзних структур з’явилися ще у період існування СРСР. Важливим кроком у цьому стало прийняття Декларації про державний суверенітет України 16 липня 1990 року, відповідно до якої найвищий нагляд за додержанням законів в УРСР покладався на Генерального прокурора УРСР, підзвітного і підконтрольного лише Верховній Раді УРСР. 
У 1991 році, після проголошення Україною незалежності, почався сучасний період історії української прокуратури. Україна першою серед колишніх радянських республік 5 листопада 1991 року прийняла Закон «Про прокуратуру», в якому були визначени завдання, функції та повноваження органів прокуратури. Слід відзначити, що Закон у своїй першій редакції не передбачав існування військових прокуратур. Законом України про внесення змін до Закону України «Про прокуратуру» від 26 листопада 1993 року № 3662-XII  стаття 13 була доповнена положеннями щодо військових прокуратур в системі органів прокуратури України. Раніше Постановою Верховної Ради України від 30 січня 1992 року№ 2076-ХІІ «Про підпорядкування військових прокуратур»  з 1 лютого 1992 року військові прокуратури на території України підпорядковано Генеральному прокурору України, до цього зазначені прокуратури підпорядковувались Головному військовому прокурору Союзу РСР.
В Україні військові прокурори (військові прокуратури, як штатно-структурні одиниці) функціонували у статусі спеціальних прокурорів (прокуратур) з 1992 по 2012 рік, відповідно до ЗУ «Про прокуратуру». Але у зв'язку із прийняттям 13 квітня 2012 року ЗУ «Про внесення змін до деяких законодавчих актів України у зв'язку з прийняттям Кримінального процесуального кодексу України» положення, що стосувались військових прокуратур були виключені із ЗУ «Про прокуратуру». Отже, в 2012 році військові прокуратури, як інститут були скасовані за відсутності необхідності в них. Головне управління військових прокуратур, в складі Генеральної прокуратури України, було ліквідовано11.07.12, а на його базі з’являється  Головне управління нагляду за додержанням законів у воєнній сфері.
Проте, в ході російсько-української війни, з метою попередження злочинів під час проведення бойових дій, така необхідність з'явилась знову. 14 серпня 2014 народні депутати підтримали в першому читанні і в цілому законопроєкт № 4446а «Про внесення змін до Закону України „Про прокуратуру“ щодо створення військових прокуратур»  За відповідне рішення проголосували 249 народних депутатів.. Цей закон визначає порядок створення, комплектування та матеріально-технічного забезпечення військових прокуратур, а також соціального захисту їхніх працівників зі статусом військовослужбовців. Також, згідно з поправкою, яку народні депутати внесли під час обговорення цього законопроєкту, такі військові прокурори мають обов'язково перебувати у військових частинах, які знаходяться у зоні АТО..
У серпні 2014 року Головне управління нагляду за додержанням законів у воєнній сфері було розформовано, а на його базі було утворено Головну військову прокуратуру України, а також введено нову посаду, заступника Генерального прокурора – головного військового прокурора, яким став останній керівник Головного управління Матіос Анатолій Васильович.
19 вересня 2019 року Верховна Рада України ухвалила законопроєкт авторства Президента України Володимира Зеленського про реформу прокуратури за №1032 «Про внесення змін до деяких законодавчих актів України щодо першочергових заходів із реформи органів прокуратури". Відповідне рішення підтримали 259 народних депутатів України.
Закон передбачає ліквідацію військових прокуратур і, відповідно, посади головного військового прокурора, зменшення штату прокуратури і призупинення діяльності Кваліфікаційно-дисциплінарної комісії прокурорів до 1 січня 2021 року.
Новий закон дає право генеральному прокурору в разі потреби створювати спеціалізовані прокуратури на правах структурного підрозділу Офісу генерального прокурора, обласних чи окружних прокуратур.

## Структура
- Головна військова прокуратура (на правах структурного підрозділу Генеральної прокуратури України);
- військові прокуратури регіонів (на правах обласних):

Військова прокуратура Центрального регіону України (м. Київ)
Військова прокуратура Західного регіону України (м. Львів)
Військова прокуратура Південного регіону України (м. Одеса)
Військова прокуратура Об'єднаних сил (на правах регіону) (м. Краматорськ, Донецька область)
- військові прокуратури гарнізонів та інші військові прокуратури, прирівняні до прокуратур міст і районів:

### Центральний регіон України
Військова прокуратура Деснянського гарнізону (смт. Десна, Чернігівська область)

Військова прокуратура Сумського гарнізону (м. Суми)

Військова прокуратура Чернігівського гарнізону (м. Чернігів-30)

Військова прокуратура Черкаського гарнізону (м. Черкаси)

Військова прокуратура Полтавського гарнізону (м. Полтава)

Військова прокуратура Житомирського гарнізону (м. Житомир)

Військова прокуратура Білоцерківського гарнізону (м. Біла Церква, Київська область)

Військова прокуратура Вінницького гарнізону (м. Вінниця)

Військова прокуратура Дарницького гарнізону (м. Київ-93)

Військова прокуратура Київського гарнізону (м. Київ-133)

### Західний регіон України
Військова прокуратура Чернівецького гарнізону (м. Чернівці)

Військова прокуратура Хмельницького гарнізону (м. Хмельницький)

Військова прокуратура Ужгородського гарнізону (м. Ужгород,  Закарпатська область)

Військова прокуратура Тернопільського гарнізону (м. Тернопіль)

Військова прокуратура Рівненського гарнізону (м. Рівне)

Військова прокуратура Львівського гарнізону (м. Львів)

Військова прокуратура Луцького гарнізону (м. Луцьк, Волинська область)

Військова прокуратура Івано-Франківського гарнізону (м. Івано-Франківськ)

### Південний регіон України
Військова прокуратура Білгород-Дністровського гарнізону (м. Білгород-Дністровський, Одеська область)

Військова прокуратура Одеського гарнізону (м. Одеса)

Військова прокуратура Миколаївського гарнізону (м. Миколаїв)

Військова прокуратура Херсонського гарнізону (м. Херсон)

Військова прокуратура Кіровоградського гарнізону (м. Кропивницький)

Військова прокуратура Криворізького гарнізону (м. Кривий Ріг, Дніпропетровська область)

Військова прокуратура Запорізького гарнізону (м. Запоріжжя)

Військова прокуратура Дніпропетровського гарнізону (м. Дніпро)

### Об'єднані сили
Військова прокуратура Донецького гарнізону (м. Бахмут, Донецька область)

Військова прокуратура Маріупольського гарнізону (м. Маріуполь, Донецька область)

Військова прокуратура Луганського гарнізону (м. Рубіжне, Луганська область)

Військова прокуратура Харківського гарнізону (м. Харків)
- Національна академія прокуратури України (м. Київ, вул. Мельникова, 81-б)[10]

## Керівники військової прокуратури
Останнім Головним військовим прокурором України був генерал-майор юстиції запасу Чумак Віктор Васильович (2019).

### Заступник Генеральногопрокурора України, начальник Головного управління військових прокуратур  (до 2012)
| Роки знаходження на посаді | Прізвище, ім'я, по батькові | Звання чи чин             |
| -------------------------- | --------------------------- | ------------------------- |
| 2003-2004                  | Головін Анатолій Сергійович | генерал-лейтенант юстиції |
| 25.02.2010-11.07.2012      | Війтєв Юрій Миколайович     |                           |

Підрозділ ліквідовано 11.07.12.

### Заступник Генерального прокурора України, начальник Головного управління процесуального керівництва у кримінальних провадженнях слідчих центрального апарату та нагляду за додержанням законів у воєнній сфері  (2012-2014)
Підрозділ в складі ГПУ створено 12.07.12.
| Роки знаходження на посаді | Прізвище, ім'я, по батькові | Звання чи чин |
| -------------------------- | --------------------------- | ------------- |
| 12.07.2012-13.08.2012      | Війтєв Юрій Миколайович     |               |
| 15.08.2012-22.02.2014      | Козачук Василь Петрович     |               |
| 26.06.2014 – 09.2014       | Матіос Анатолій Васильович  |               |

Підрозділ ліквідовано в серпні 2014 року.

### Заступник Генерального прокурора України,  Головний військовий прокурор України (з 2014)
| Роки знаходження на посаді      | Прізвище, ім'я, по батькові | Звання чи чин                |
| ------------------------------- | --------------------------- | ---------------------------- |
| 27 серпня 2014 — 2 вересня 2019 | Матіос Анатолій Васильович  | генерал-полковник юстиції    |
| 11 вересня 2019 - 4 січня 2020  | Чумак Віктор Васильович     | генерал-майор юстиції запасу |

Підрозділ ліквідовано у січні 2020 року.

## Кадри органів військової прокуратури
Військовими прокурорами і слідчими призначались громадяни з числа офіцерів, які проходили військову службу або перебували у запасі і мали вищу юридичну освіту.
Військовослужбовці військових прокуратур у своїй діяльності керувались Законом України «Про прокуратуру» і проходили військову службу відповідно до Закону України «Про військовий обов'язок і військову службу» та інших законодавчих актів України, якими встановлено правові та соціальні гарантії, пенсійне, медичне та інші види забезпечення, передбачені законодавством для осіб офіцерського складу Збройних Сил України". Військові звання офіцерів військової прокуратури відповідали класним чинам працівників прокуратури.
При звільненні офіцерів військової прокуратури (до полковника юстиції включно) з військової служби і призначенні на посади прокурорів і слідчих в територіальні чи спеціалізовані прокуратури їм присвоювались відповідні їх військовим званням класні чини, а при прийнятті на військову службу у військову прокуратуру прокурорів і слідчих, які мали класні чини (до старшого радника юстиції включно) - відповідні їм військові звання згідно із законодавством". 

## Повноваження військових прокурорів
Виходячи і з змісту Закону України «Про прокуратуру» до повноважень військових прокурорів належало:
- здійснення функцій прокуратури (ст. 5 ЗУ "Про прокуратуру), в межах визначеної для військових прокурорів юрисдикції (військові гарнізони, військові частини тощо);

- виконання загальних функцій прокуратури в межах адміністративно-територіальних одиниць, де ці функції не можуть виконуватись (в загальному порядку), у зв'язку із виключними обставинами.[4]